# Франц Брорссон
Франц Брорссон (швед. Franz Brorsson, нар. 30 січня 1996, Треллеборг) — шведський футболіст, захисник кіпрського клубу «Аріс» (Лімасол) та національної збірної Швеції.

## Клубна кар'єра
Народився 30 січня 1996 року в місті Треллеборг. Ім'я Франц отримав в честь видатного німецького футболіста Франца Бекенбауера. Розпочинав займатись футболом у клубі «Треллеборг», а з 2010 року перебував в академії «Мальме».
15 листопада 2014 року в двобої Кубку Швеції проти «Гальмії» Франц дебютував за основну команду. 18 липня 2015 року в матчі проти «Еребру» він дебютував у Аллсвенскан,. У 2016 році Брурссон став чемпіоном Швеції, а через рік знову повторив це досягнення.

## Виступи за збірні
2011 року дебютував у складі юнацької збірної Швеції (U-17), загалом на юнацькому рівні взяв участь у 5 іграх, відзначившись 2 забитими голами.
Протягом 2016—2018 років залучався до складу молодіжної збірної Швеції, в складі якої взяв участь в  молодіжному чемпіонаті Європи в Польщі. На турнірі він зіграв у одному матчі проти команди Словаччини.. На молодіжному рівні зіграв у 3 офіційних матчах.
8 січня 2017 року дебютував в офіційних іграх у складі національної збірної Швеції в товариському матчі проти збірної Кот-д'Івуару (1:2).

## Титули і досягнення
- Чемпіон Швеції (4):

«Мальме»: 2016, 2017, 2020, 2021
- Володар Суперкубка Швеції (1):

«Мальме»: 2014
- Чемпіон Кіпру (1):

«Аріс»: 2022-23
- Володар Суперкубка Кіпру (1):

«Аріс»: 2023